# Hugo Spadafora
Hugo Spadafora Franco (Chitré, 6 de setembro de 1940 - La Concepción, 13 de setembro de 1985) foi um médico ítalo-panamenho e guerrilheiro na Guiné-Bissau e na Nicarágua. Criticou os militares no Panamá, o que levou ao seu assassinato em 1985.

## Biografia
Nascido em Chitré, Spadafora era médico, formado pela Universidade de Bolonha, na Itália. Atuou como um médico de combate com a guerrilha de independência da Guiné-Bissau. Originalmente um crítico do regime militar liderado por Omar Torrijos, serviu como seu vice-Ministro da Saúde. Em 1978, organizou a Brigada Victoriano Lorenzo, formada por um grupo de combatentes do Panamá para lutar contra o regime de Anastasio Somoza Debayle na Nicarágua.
Preocupado com o aumento da influência soviética e cubana no regime sandinista da Nicarágua e o atraso de eleições livres, Spadafora ingressou na Frente Revolucionária Sandino (FRS) ao lado de Edén Pastora ("Comandante Zero"), herói da tomada do palácio de Somoza em agosto de 1978. A ascensão de Manuel Noriega como governante autoritário do Panamá obrigou Spadafora a denunciar a proteção de Noriega pelo tráfico de drogas. Spadafora foi detido pelas forças de Noriega quando entrou no Panamá a partir da Costa Rica em setembro de 1985, e seu corpo decapitado foi encontrado mais tarde dentro de uma bolsa de correios. A autópsia descobriu mais tarde o estômago de Spadafora repleto do sangue que ele havia ingerido durante o corte lento de sua cabeça. Também havia sofrido horas de torturas graves, como é citado no livro de Gary Webb, Dark Alliance: "Seu corpo trazia evidências de torturas inimagináveis. Os músculos da coxa foram cuidadosamente cortados para que não pudesse fechar as pernas e, em seguida, algo foi encravado até seu reto, dilacerando-o. Seus testículos estavam horrivelmente inchados, como resultado de garroteamento prolongado; as costelas foram quebradas, e então, enquanto ele ainda estava vivo, sua cabeça foi serrada com uma faca de açougueiro". Sua cabeça nunca foi encontrada. O presidente Nicolás Ardito Barletta tentou criar uma comissão para investigar o assassinato, mas foi forçado a renunciar por Noriega, o que aumentou as suspeitas de que o militar ordenou a decapitação. 
Foi somente no governo do presidente Guillermo Endara que um tribunal considerou Noriega (in absentia) e outros seguidores culpados de uma conspiração para assassinar Spadafora.